# Фарба

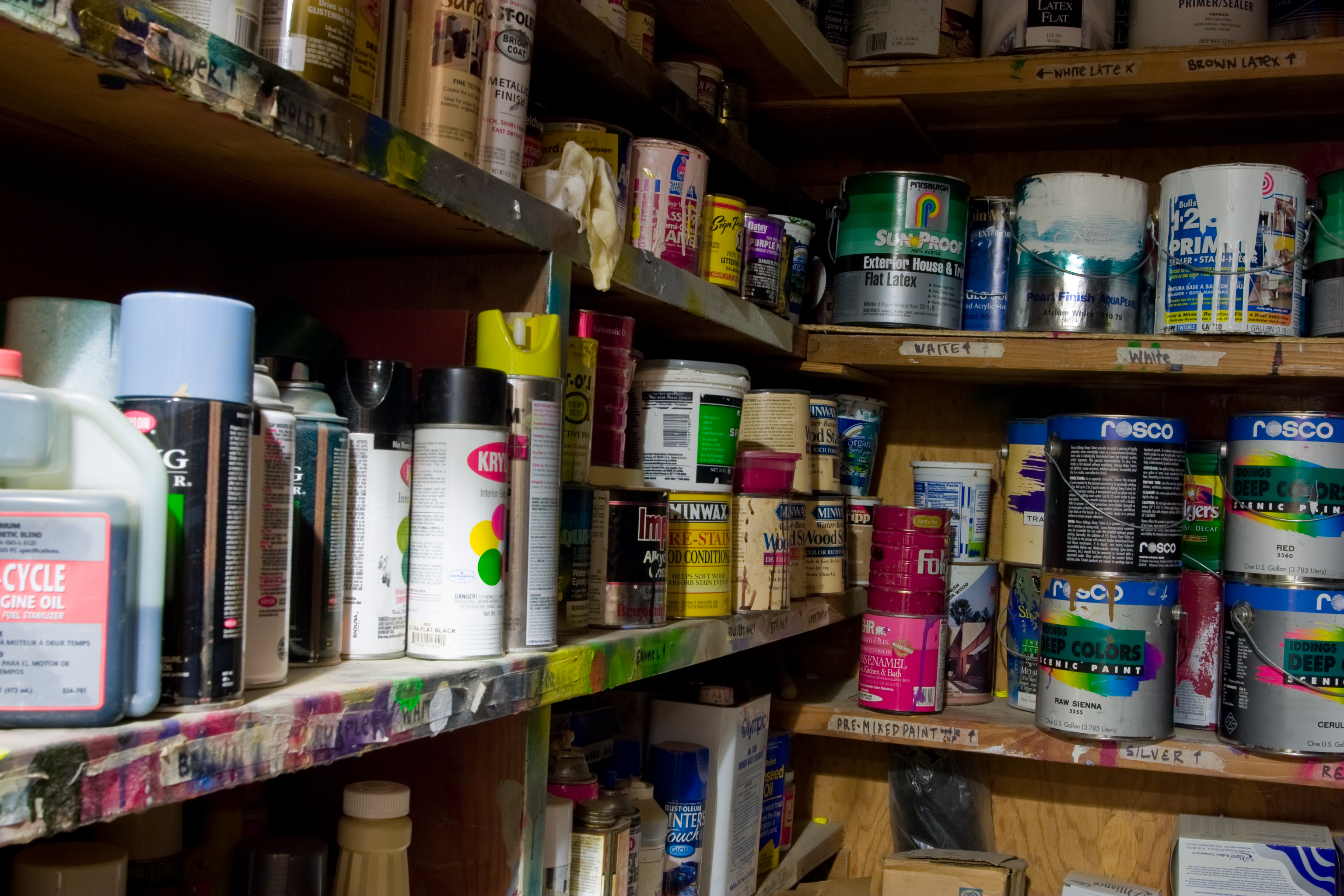
Фарби.

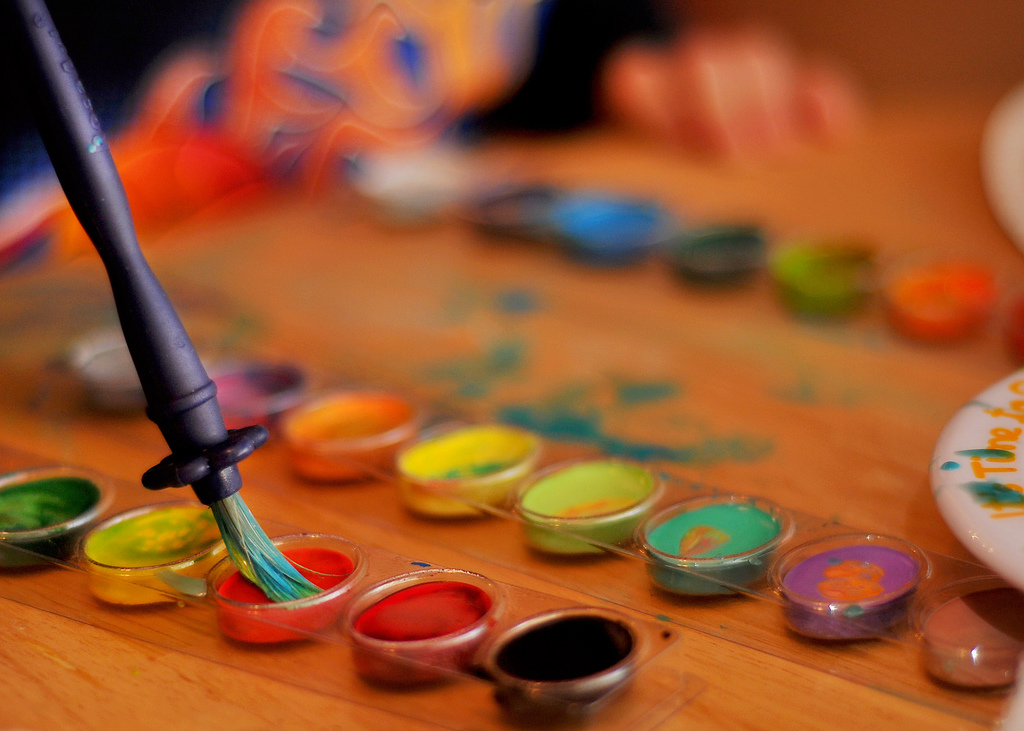

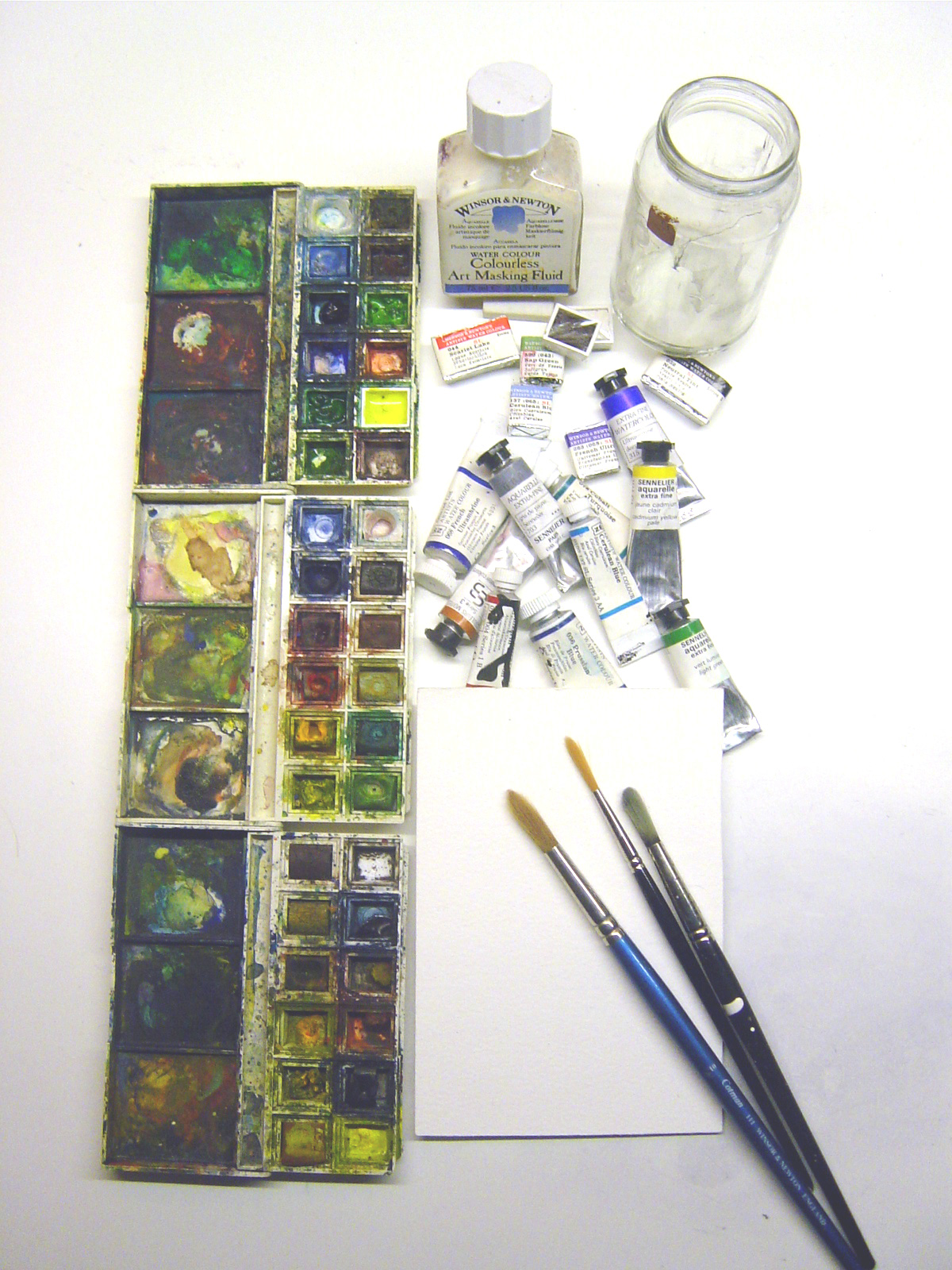

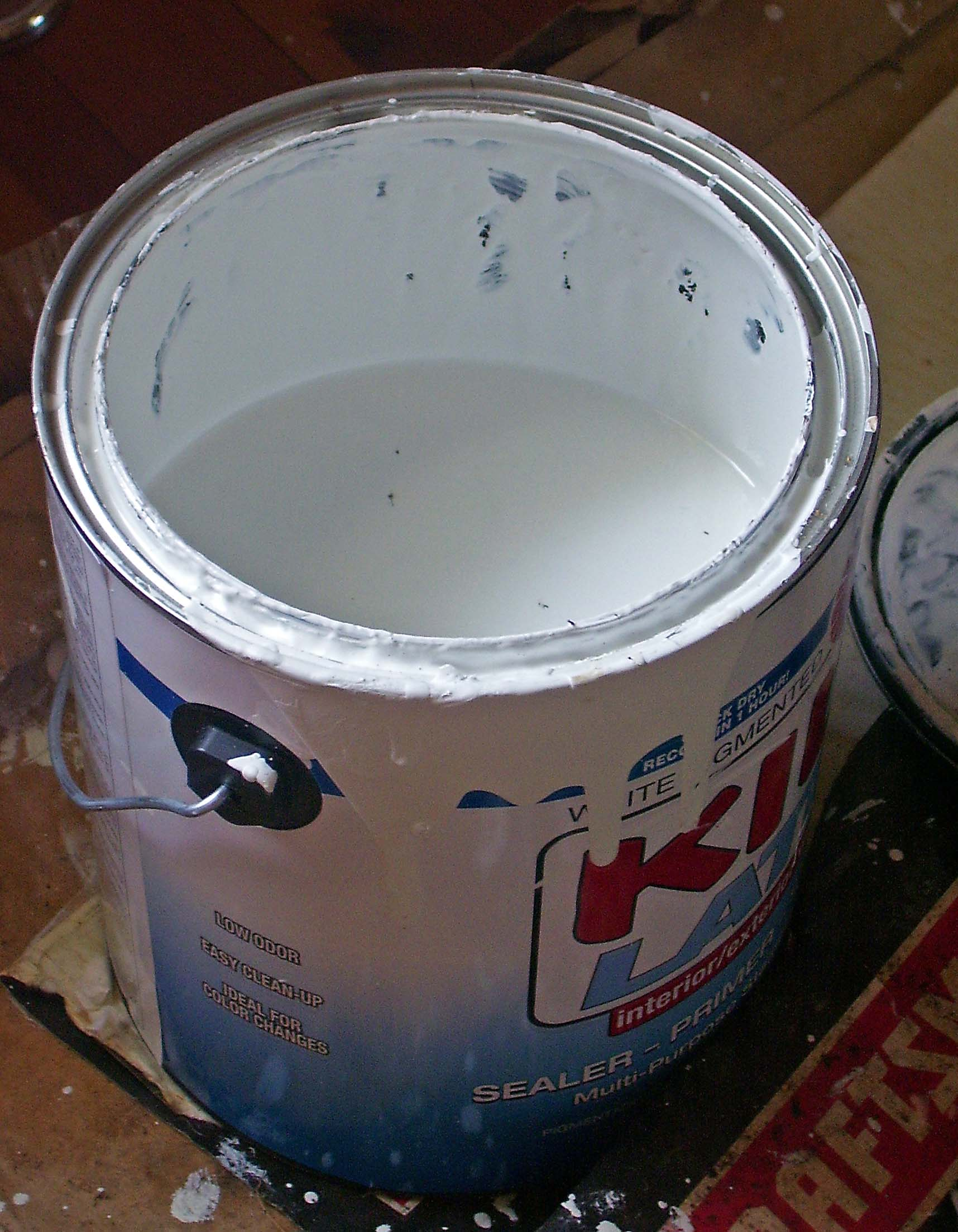
Ґрунтівка (праймер)

Фа́рба (від нім. Farbe), рідко ба́рва, кра́ска — речовина для забарвлення предметів у той чи інший колір, для малювання картин, для захисту виробів або будов від дії зовнішнього середовища. 

Фарби — це загальна збірна назва матеріалів для фарбування.

## Визначення. Загальна характеристика
За хімічним складом пігменти і виготовлені з них фарби розрізняють на мінеральні (неорганічні солі або оксиди металів) і органічні (складні сполуки, в основному рослинного або тваринного походження). І ті, і інші можуть бути як природного, так і штучного походження.
Матеріали для фарбування класифікують на ґрунтівки, лаки, шпаклівки і фарби.

### Маркування
У марку лакофарбового матеріалу після літерного позначення плівкоутворювача ставиться цифра;
- 1 — атмосферостійкі (для зовнішніх робіт),
- 2 — обмежено атмосферостійкі (для внутрішніх. робіт),
- 3 — для антикорозійних покриттів,
- 4 — водостійкі,
- 5 — спеціальні;
- 6 — маслобензостійкі;
- 7 — хімічностійкі;
- 8 — термостійкі;
- 9 — електроізоляційні;
- 0 — ґрунтівки;
- 00 — шпаклівки.

Основний компонент, від якого залежать властивості лакофарбових матеріалів і покриттів, це плівкоутворювач, тому всі лакофарбові матеріали розрізняються за видом плівкоутворювача:
- МА — олійні (масляні);
- ГФ — гліфталева;
- ПФ — пентафталеві;
- МС — Алкідо- та олійно-стирольні;
- НЦ — нітроцелюлозні;
- ЕП — епоксидні,
- ЕФ — епоксиефірні;
- УР — поліуретанові;
- ХВ — перхлорвінілові;
- КО — кремнійорганічні;
- БТ — бітумні;
- КФ — каніфольні;
- КЧ — каучукові;
- МЛ — меламінні;
- МЧ — сечовинні;
- ФО — фенольні;

та ін.
Якісне фарбування зазвичай починається з нанесення на поверхню ґрунтівки, а потім для вирівнювання поверхні — шпаклівки. Після зішліфовування нерівностей від шпаклівки, поверхню фарбують для додання їй декоративних і спеціальних властивостей.

## Приклади

### Олійна фарба
Олійні фарби, які є суспензією пігментів (або пігментів і наповнювачів) в різних видах оліфи із додаванням сикативу, а також добавок (аеросилу, лецитину, т.п.), що дозволяє запобігти утворенню осаду.
Покриття олійними фарбами для зовнішніх робіт (в два шари) по металу зберігають захисні властивості протягом 1 року.
Олійні фарби (МА) — це перетерті пігменти (окис цинку, охра, сурик залізний та ін) з оліфами (натуральною, оксоль, гліфталева, пентафталева тощо) і прискорювачами висихання (сиккативами). Іноді до фарб додають наповнювачі для збільшення фарбувальної сили.
Залежно від виду оліфи, на якій затерта фарба, після першої цифри — літерного позначення плівкоутворювача, стоїть друга: 1 — оліфа натуральна, 2 — оксоль, 3 — гліфталева, 4 — пентафталева, 5 — комбінована.
У зв'язку з тим, що тепер промисловість піддає складній обробці олії, на яких готують фарби, відповідно всі фарби на основі олій називають алкідними. До них належать і чисто олійні фарби МА, гліфталеві ГФ і пентафталеві ПФ. Останні два види фарб стійкі проти атмосферних опадів і використовуються для зовнішніх покриттів. 
Алкідні фарби бувають густотерті та готові до використання. Готові до використання потрібно просто добре перемішати, а густотерті необхідно розводити до робочої густоти оліфою. Іноді додається не більше 7-10% розчинника (уайт-спіриту). Якщо густотерту фарбу розвести тільки розчинником, після висихання вона може обсипатися, а якщо й не обсиплеться, то захисні функції її різко знижуються. В маркуванні густотертих фарб перед цифрою проставляють нуль, наприклад, «МА-011" — густотерті свинцеві білила.
Для досягнення необхідних властивостей олійних фарб, до них додають антисептик, стабілізатор (віск), осушувачі, антигрибкові добавки. 

### Емалеві фарби
Емалеві фарби — це фарби на лаках і, в основному, класифікуються за видом лаків. Є алкідні емалі, нітроемалі, поліуретанові, перхлорвінілові, меламінові та ін.

#### Алкідні емалі
Алкідні емалі — це перш за все гліфталева емаль ГФ-230 (27 кольорів), призначена в основному для внутрішніх робіт по дереву та металу. Пентафталева ПФ-115 та інші стійкі емалі використовуються для зовнішніх покриттів. Емаль ПФ-14 в її природному стані схожа на холодець, але якщо її добре перемішати, і не додавати розчинника (скипидар або уайт-спірит), — фарба стає текучою і добре утримується на вертикальних поверхнях (дверях, віконних рамах та ін.)
Емалі ПФ-258 і ПФ-266 стійкі проти стирання і призначені для фарбування підлог. Для прискорення висихання до них іноді додають емаль МЧ-213, яку в чистому вигляді використовують для фарбування холодильників і пральних машин.
Для фарбування кузовів автомобілів застосовують меламіноалкідні емалі МЛ-12, МЛ-197, МЛ-1110, МЛ-152. Всі вони дають високоглянсові атмосферо- і світлостійкі покриття. Сушать при температурі 90-140°С від 20 хв до 1 год. Ці емалі часто називають синтетичними.

#### Нітроемалі
Нітроемалі (НЦ) швидко висихають — за 0,5-1 год. Плівка зазвичай тонка, тому для отримання достатнього по товщині покриття (для подальшого полірування) потрібно нанести 5-6 шарів.
Промисловість випускає нітрогліфталеві НЦ-132 (22 кольори) і нітропентафталеві емалі, які швидко сохнуть, але дають плівку товстішу, ніж чисті нітроемалі. Нітроемаль НЦ-1 і НЦ-1111 використовують в основному для ремонтного фарбування автомобілів, мотоциклів, холодильників, пральних машин.

#### Перхлорвінілові емалі
Перхлорвінілові емалі дають барвисту плівку з високою атмосферостійкістю, міцністю і еластичністю. Вони не горять, стійкі проти кислот і лугів. Недоліком цих емалей є недостатнє зчеплення з поверхнею і розм'якшення при температурі понад 60°С, від чого вони забруднюються від прилипання пилу і під них потрібно готувати (ґрунтувати) поверхню. Близькими до перхлорвінілових фарб є полівінілхлоридні та вінілхлоридні емалі.

#### Поліакрилові емалі
Поліакрилові емалі (АС-150, АС-182) дають барвисту плівку, яка краще за меламіноалкідні по блиску, твердості, світло- і температуростійкості. Вимагають домішки затверджувачів 1-3 % сикативу і 1 % монобутилуретана.
Кремнеорганічною емалі (КО) мають високу температуростійкость. Використовуються для фарбування двигунів внутрішнього згоряння (КЗ-813, КО84), печей (КО-822) і будов із силікатних матеріалів (КО-174).

#### Епоксидні емалі
Епоксидні емалі ОЕЛ-4171-1 (зелена) і ЕОП-4173-1 (кремова) мають відмінне зчеплення з металевими поверхнями, тому використовуються для антикорозійного покриття, а іноді як ґрунтівка під інші емалі. Епоксидно-алкідна емаль ЕП-51, дає міцну водостійку напівглянсову плівку.

### Водоемульсивні фарби
Ці фарби знаходять все більше застосування замість клейових фарб для побілки стін і замість звичайних (олійних та ін) фарб для інших покриттів. Вони розчиняються водою, нетоксичні, порівняно атмосферостійкі, вільно пропускають повітря.
Полівінілацетатну фарбу ЕВА-17 використовують як для зовнішніх, так і для внутрішніх робіт по будь-яких матеріалах (метал ґрунтують).
Фарби ЕВА-27 і ЕВА-27А використовують тільки для внутрішніх робіт, а ЕВА-27ПГ для обробки приміщень з підвищеною пожежонебезпекою.

## Фарба ґрунтіва
В живописі
Фа́рба ґрунтіва — розведена або неоднорідна фарба для ґрунтіваних полотен або інших основ, що використовується для послаблення блиску поверхні і для створення приємнішого колірного тону в живописі.
В господарстві
Ґрунтівки є першим фарбовим шаром і служать для поліпшення зчеплення (адгезії) наступного шару фарби з поверхнею, що фарбується. Більшість фарб, нанесених на поверхню без ґрунтівки, з часом осипається. Існують ґрунтівки, які мають хороші антикорозійні властивості і ними покривають метали для захисту від корозії.

### Ґрунтівки по металу
Розрізняють чотири види; ізоляційні, пасивувальні, протекторні і фосфатуючі.
- Ізоляційні ґрунтівки. Ґрунтівка гліфталева ГФ-020 сохне при кімнатній температурі дві доби, а при 100°С — 0,5 год. Подібна їй ґрунтівка ПФ-020, висихаюча при кімнатній температурі за 15 хв. Застосовують їх під олійні, гліфталеві фарби і нітрофарби.

Ґрунтівки ФЛ-03-К(К), ФО-03-Ж, ФО-013 використовують під різні емалі; ґрунтівку ХС-010 — під хімічно стійкі перхлорвінілові емалі; олійно-лакову № 160 під алкідні і емалеві фарби; НЦ-097 — під нітрофарби; ЕФ-065 під всі фарби (підвищує їх блиск). Ґрунтівки ГФ-017, ГФ-073 і ГФ-571 — антикорозійні, а меламіноалкідні МЛ-029 — бензостійкі.
- Пасивувальні ґрунтівки надійніші, ніж ізоляційні. До них належать ГФ-0З1 і ФЛ-086 для чорних металів і АПК-1 (жовтого кольору), АПГ (зеленого кольору), АК-070 для алюмінію і його сплавів.

- Протекторні ґрунтівки типу ПС-1 використовують для захисту сталевих конструкцій в морській воді. Вони містять до 80-95 % цинку.

- Фосфатувальні ґрунтівки ВЛ-02, ВЛ-03, ВЛ-05, ВЛ-023 — вид ґрунтівок, які фосфатують поверхню металу і таким чином покращують його захист. Ґрунтівки двокомпонентні. До них треба додавати кислотний розріджувач (від 1/10 до 1/4 частини).

Наносять ґрунтівку на металеву поверхню пензлем, або фарборозпилювачем. Пензель «втирає» ґрунтівку в пори металу.

### Ґрунтівки по дереву
Розрізняють два види: під непрозору обробку і під прозору.
Під непрозору обробку застосовують ґрунтівки для металу, які не вимагають прогрівання: ГФ-020, ФО-03-К та ін.
Існують столярні ґрунтівки різних кольорів під олійні і емалеві фарби, казеїново-каніфольні — під нітрофарби; полістирольні — під полістирольні фарби.

## Виготовлення фарб

### Технологія виготовлення фарби
Для виробництва водно-дисперсійних фарб бажано використовувати дисольвер-змішувач, який би при необхідності міг перемішувати компоненти що легко поєднуються один з одним рамною (якірною) мішалкою і одночасно диспергувати сипучі компоненти фарби (пігменти і наповнювачі) фрезерною мішалкою, розташованою ексцентрично стосовно центрального валу рамної (якірної) мішалки. Як правило, перемішування рамною (якірною) мішалкою здійснюється при малих оборотах (60–120 об/хв.), диспергування ж сипучих компонентів на фрезі проводиться при швидкості обертання валу 1000–1200 об/хв. У разі відсутності вказаного вище багатоцільового дисольвера-змішувача для виробництва водно-дисперсійних фарб можна використовувати дисольвер з центральним валом з фрезою без рамної мішалки. Розрахунок параметрів дисольвера з центральним валом, що забезпечує ефективний процес диспергування додається.
Оскільки водно-дисперсійні фарби є агресивним середовищем з показником рН від 8 до 10 і вище, при виробництві фарб бажано використовувати всі ємності устаткування виконаним з нержавіючої сталі або глазурованими усередині, а комунікації-трубопроводи — з нержавіючої сталі.
Для перекачування готової фарби та дисперсії по трубопроводах на лінії виробництва водно-дисперсійних фарб необхідно використовувати тільки шнекові насоси, оскільки відцентрові і шестеренні (як найпоширеніші в лакофарбній промисловості) руйнують дисперсію і приводять до втрати властивостей фарби. Тиск, що створюється шнековим насосом, може коливатися в межах 3–8 атмосфер залежно від діаметра трубопроводу. У випадку якщо діаметр трубопроводу складає 89–102 мм, орієнтовна потужність шнекового насоса може бути 5–8 атм.

### Стадії приготування фарби
1. У дисольвер завантажують розрахункову кількість питної води, потім включають рамну мішалку (або дисольвер з фрезою) і додають рецептурну кількість поліфосфата натрію і перемішують мішалкою (або фрезою) до повного розчинення поліфосфата натрію (біля 1–1,5 години).
У промисловості часто використовують заздалегідь приготований розчин поліфосфата натрію, для чого в окрему місткість (з рамною або якірною мішалкою із швидкістю обертання 60–120 об/хв.), бажано обладнаною «сорочкою» з підігрівом, заливають 10–12% рецептурної кількості води, додають рецептурну кількість сухого поліфосфата натрію і проводять процес його розчинення при температурі 30–40 °С і мішалці, що обертається, від 30 хв. до 1 години, залежно від стану поліфосфата натрію: якщо він знаходиться у вигляді порошку — то до 30 хв., якщо у вигляді шматків або великих гранул — до 1 години.
За відсутності підігріву в «сорочці» процес розчинення подовжується, але контроль за повнотою розчинення поліфосфата натрію повинен здійснюватися завжди при кожному виготовленні розчину.
Після повного розчинення поліфосфата натрію, в змішувач дуже тонким сипучим струменем засипають Целлосайз QP 52000H (для прикладу: у промислових умовах 24 кг Целлосайза засипають в проміжок часу 15–20 хв.). У разі швидкого введення Целлосайза у змішувач можуть виникнути проблеми, пов’язані з утворенням грудок, які потім буде важко зруйнувати в пасті і таким чином гомогенізувати розчин.
Після введення рецептурної кількості Целлосайза і його повного розчинення (контроль здійснюється за допомогою наливання розчину в скляну пластинку на наявність крупинок нерозчиненого Целлосайза) у змішувач при малих оборотах (60–120 об/хв.) додають послідовно:
- Аддітол XW 330 — пінопогашувач;
- Аддітол VXW 6392;
- Довісіл;
- Дованол DPnB;
- Пропіленгліколь.

Після додавання останнього компоненту суміш перемішують ще 10 хв.
2. При постійно робочому дисольвері (вал з фрезою, швидкість обертання валу 1000–1200 об/хв.) послідовно завантажують:
- Двоокис титану рутильної форми
- Оміакарб 5 КА
- Оміакарб 2 КА

У разі використання двоокису титану в резинокордних або синтетичних контейнерах її завантаження в дисольвер слід ввести поволі для кращого її введення в композицію.
Тривалість диспергування пасти в змішувачі після введення останнього компоненту повинна складати не менше 40 хв. Паста повинна бути однорідною, без грудок і сторонніх включень.
Дисперсію DL 420 додають в готову продисперговану пасту при перемішуванні рамною (якірною) мішалкою. Час поєднання дисперсії з пастою 10–15 хв.
У разі наявності диспергуючого устаткування тільки у вигляді дисольвера (без рамної або якірної мішалки) поєднання дисперсії з пастою здійснювати під час роботи фрези не більш 10–15 хв., не допускаючи при цьому розігрівання фарби вище 40 °С.
Після цього готову фарбу при необхідності фільтрують і фасують в полімерну тару. Зберігати фарбу треба тільки при температурі навколишнього середовища вище 2 °С.